# Summa Theologica (Eiximenis)
La Summa Theologica (Suma Teológica) es una obra literaria escrita por Francesc Eiximenis en latín posiblemente a principios del siglo XV, que pertenece al género de las sumas, que fueron la expresión máxima del saber teológico medieval.

## Descubrimiento
Sólo se conservan, no obstante, unos cuantos fragmentos, encontrados en el archivo de la catedral de Valencia y transcritos y editados por el franciscano valenciano León Amorós y publicados en la revista Archivum Franciscanum Historicum en 1959.

## Contenido del fragmento conservado
De entre las materias que trata el fragmento conservado, la parte más substanciosa trata de la predestinación, de la que Eiximenis tenía intención de hablar en el Cuarto del Crestiano (libro proyectado pero no escrito). Las otras materias de las que trata son, por este orden: 
- Quid est suppositum (Qué es supuesto).
- Quid est persona (Qué es persona).
- Quid est persona secundum Ricardum (Qué es persona según Ricard (Ricardo de San Víctor).
- Quid demonstratio propter quid (Qué es la demostración a causa de qué).
- Quid demonstratio quia (Qué es la demostración por qué).
- Quomodo Deus sit intelligibilis (De qué manera Dios es inteligible).
- De lumine (Sobre la luz).
- De prescientia Dei (Sobre la presciencia de Dios).

## Datación
Fray León Amorós llega a la conclusión que esta Summa fue escrita simultáneamente a la Vida de Jesucrist (Vida de Jesucristo), dadas las continuas referencias que en esta segunda obra hace a la primera, y dado que la Summa sólo aparece citada en la Vida de Jesucrist, dentro de todo el conjunto de la obra eiximeniana Y la Vida de Jesucrist la concluyó Eiximenis a principios del siglo XV.

## Contenido y estructura hipotética
En cuanto al posible contenido de esta Summa, L. Amorós, precisamente con base en estas alusiones en la Vida de Jesucrist, dice que podría ser el siguiente: 
- El libro I trataría de los cuatro evangelistas.
- El libro II trataría de la predestinación (dentro de él estaría el fragmento conservado referente a esta materia).
- El libro III no aparece citado en ninguna parte.
- El libro IV aparece en tres diversas referencias. En una habla de la circuncisión de Cristo. En otra, de la influencia de los astros en los hombres. Y en otra, de los ángeles, de los que ya había hablado en su Llibre dels àngels (Libro de los ángeles).
- El libro V trataría del misterio de la Inmaculada Concepción.
- El libro VI trataría, como dice el capítulo 6è del prólogo de la Vida de Jesucrist, d’innumerables qüestions, e notables, e sentències e difficultats que los grans doctors han mogudes sobre los sancts evangelis (de innumerables cuestiones, y notables, y sentencias y dificultades que los grandes doctores han movido sobre los santos evangelios) (València. BUV. Ms. 209, f. 4r).
- El libro VII vuelve a hacer referencia a la circuncisión de Cristo.

Hace otra referencia, pero sin especificar el libro, al sacramento del bautismo. Podemos añadir aún que en el capítulo 53 del 7o tratado de la Vida de Jesucrist se remite a la Summa Theologica, si bien sin especificar un libro concreto respecto a la materia de la usura (València. BUV. Ms. 209, f. 200r). 
De los datos aquí aportados deduce L. Amorós que esta suma eiximeniana constaría de siete libros.

## Ediciones digitales
- Edición dentro de la Biblioteca Electrónica del NARPAN.
- Edición dentro de las obras completas de Francesc Eiximenis (en catalán y en latín).

- Datos: Q33120672